# 館山灣

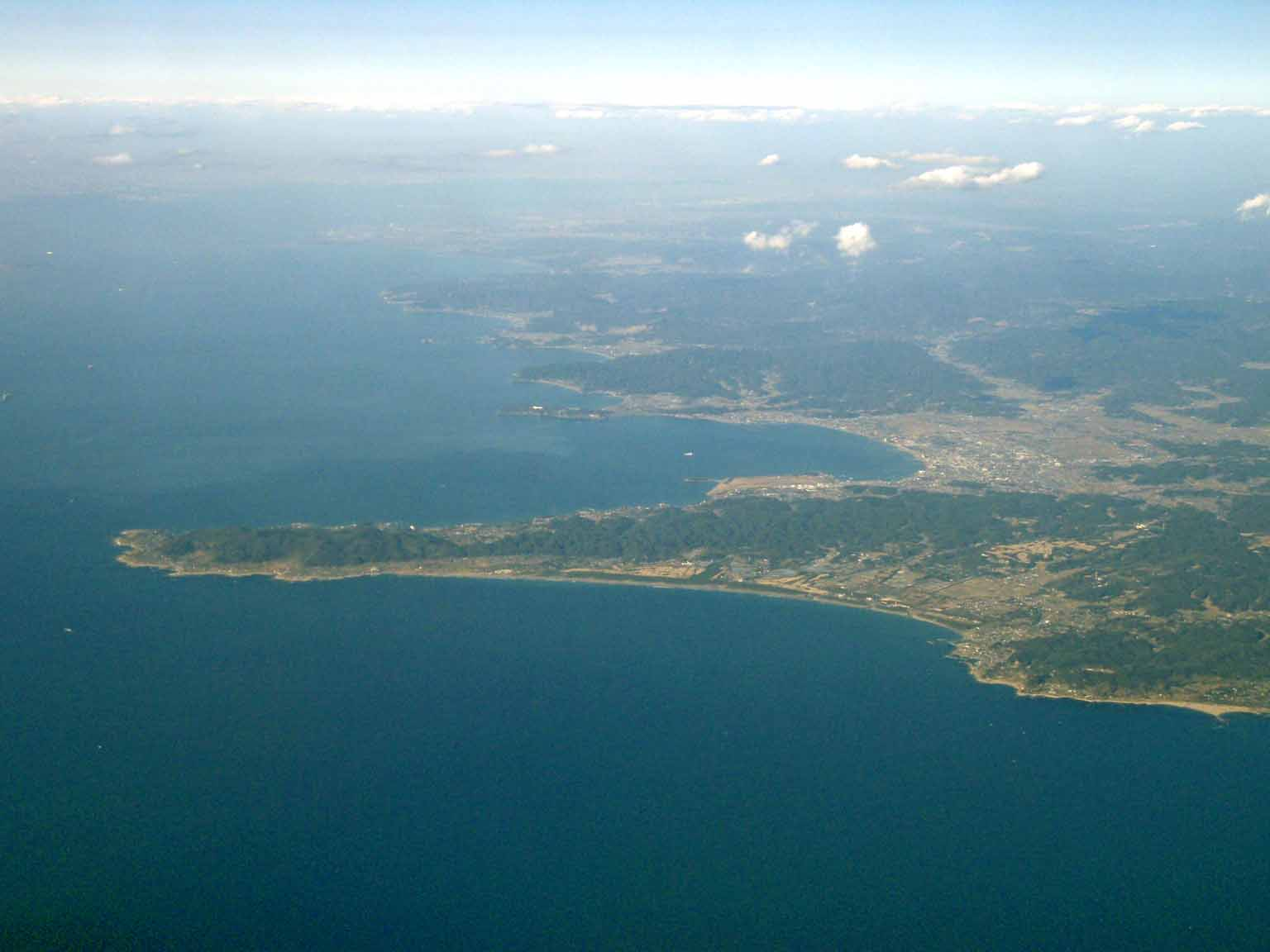
空中拍攝的館山灣。前方的海岬為洲崎。

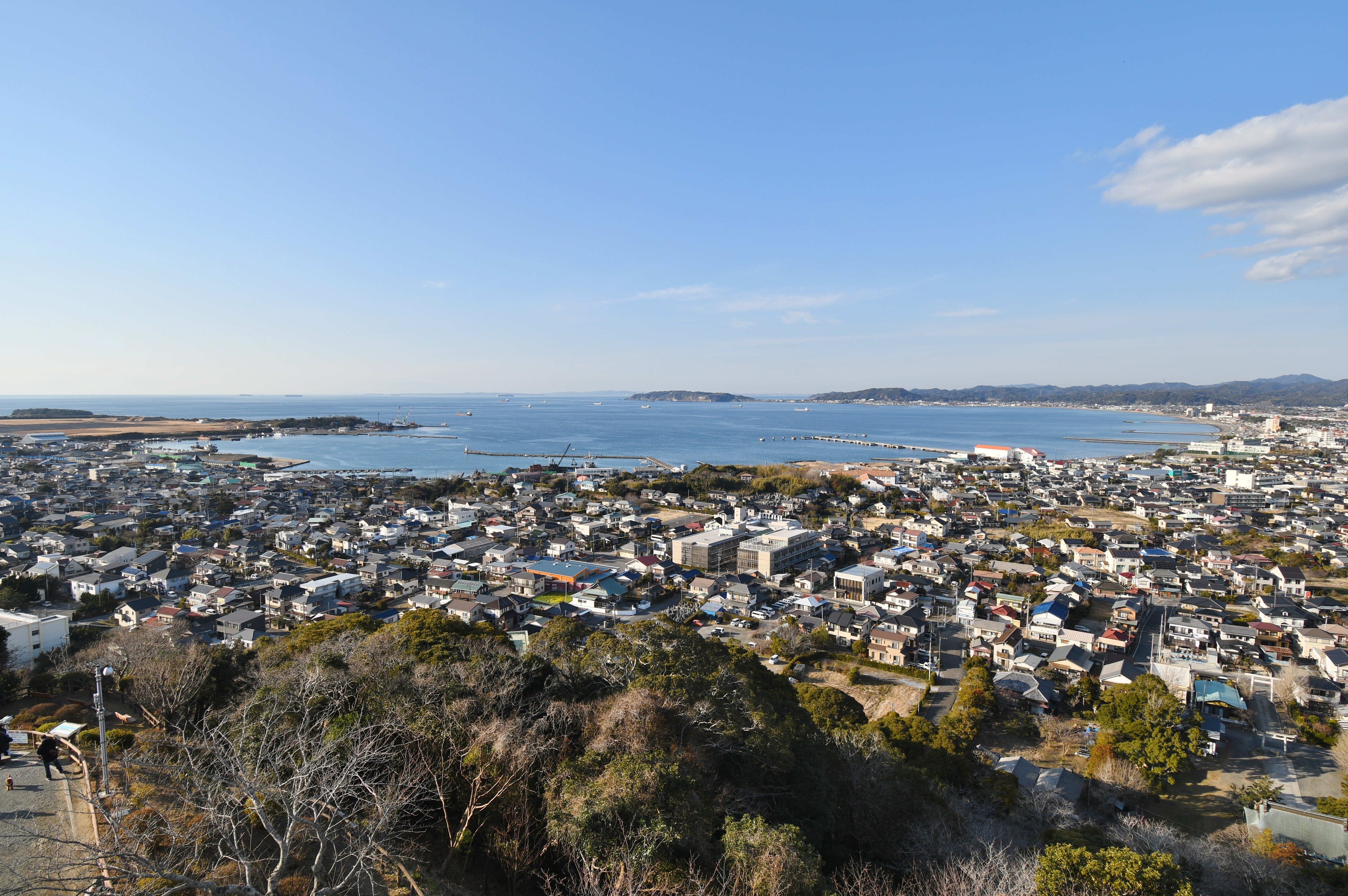
從館山城眺望館山灣

館山灣（日语：／）是日本千葉縣的海灣，又稱鏡浦（日语：／）。日本百景之一。

## 地理
館山灣位於千葉縣館山市・南房總市海岸，大略是指洲崎（館山市）與大房岬（南房總市）連線的東側海域。廣義上屬於東京灣與太平洋的一部分。
流入河川有蟹田川、汐入川、平久里川等。
沿岸海港有館山港、船形漁港等。
房總半島南部是由相模海槽引發的大地震而隆起形成，館山灣沿岸可見其隆起而形成的海岸段丘（海階）。
南端的沖之島與鷹之島在古時是獨立島嶼，關東大地震後沙州隆起成為陸連島。

## 自然
北、東、南皆被陸地包圍，春至秋季海面平靜因而稱作鏡浦，冬季受到西風影響潮浪較大。
房總半島附近有黑潮通過，海溫較高。

## 生物
由於海溫較高，沖之島附近有小規模造礁珊瑚分布。除了鯨鯊、翻車魚、鬼蝠魟、海龜等大型海洋生物外，過去也曾發現北太平洋露脊鯨與灰鯨等沿岸性鬚鯨類及抹香鯨、貝氏喙鯨、日本海獅、姥鯊等。此外，印太瓶鼻海豚也曾在此生活。2000年，波左間沿岸曾觀察到露脊鯨，2001年發現日本國內第二例北象鼻海豹。

## 其他
南岸的館山市富士見地區有海上自衛隊館山航空基地。

## 外部連結
35°0′35″N 139°50′45″E / 35.00972°N 139.84583°E